# Селафаил (линейный корабль, 1840)
«Селафаил» — парусный линейный корабль Черноморского флота Российской империи, находившийся в составе флота с 1840 по 1854 год, представитель серии кораблей типа «Султан Махмуд», участник Крымской войны.  До войны неоднократно принимал участие в практических плаваниях эскадр флота в Чёрном море и перевозке войск между черноморскими портами, а во время обороны Севастополя был затоплен на рейде.

## Описание корабля

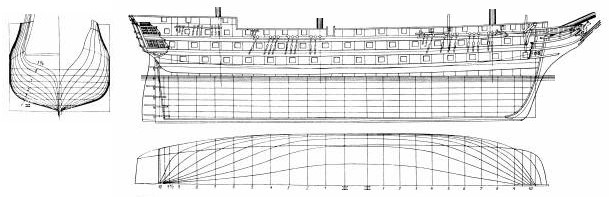
Теоретический чертёж линейного корабля «Силистрия» из фондов ЦГАВМФ

Один из восьми парусных 84-пушечных линейных кораблей типа «Султан Махмуд», строившихся в Николаеве с 1836 по 1845 год. Прототипом серии послужил корабль «Силистрия». Круглая корма этих кораблей повышала прочность корпуса, в его наборе использовались металлические детали, а пеньковые канаты были заменены якорь-цепями. Водоизмещение корабля составляло 3790 тонн, длина между перпендикулярами — 59,7 метра, длина по гондеку — 60,1—60,2 метра, ширина 15,8—16,3 метра, глубина интрюма — 8,1 метра, а осадка — 7,2 метра. Вооружение корабля по сведениям из различных источников составляли от 84 до 96 орудий, из них от пятидесяти восьми до шестидесяти четырёх 36-фунтовых и восемь 18-фунтовых чугунных пушек, двадцать 24-фунтовых пушек, десять 36-фунтовых, две 24-фунтовых, две 12-фунтовых и две 8-фунтовых карронад, а также четыре 1-пудовых единорога. Экипаж корабля состоял из 750 человек.
Корабль назван в честь одного из восьми христианских архангелов Селафиила и был последним из трёх парусных линейных кораблей российского флота, названных именем этого архангела. До этого одноимённые корабли строились в 1715 и 1803 годах, оба ранее построенных корабля несли службу в составе Балтийского флота, также в составе флота с 1746 по 1760 год нёс службу одноимённый фрегат.

## История службы
Линейный корабль «Селафаил» был заложен 28 августа (9 сентября) 1838 года на стапеле Спасского адмиралтейства в Николаеве и после спуска на воду 10 (22) июля 1840 года вошёл в состав Черноморского флота России. Строительство вёл кораблестроитель капитан Корпуса корабельных инженеров В. Г. Апостоли. В следующем 1841 году корабль перешёл из Николаева в Севастополь.

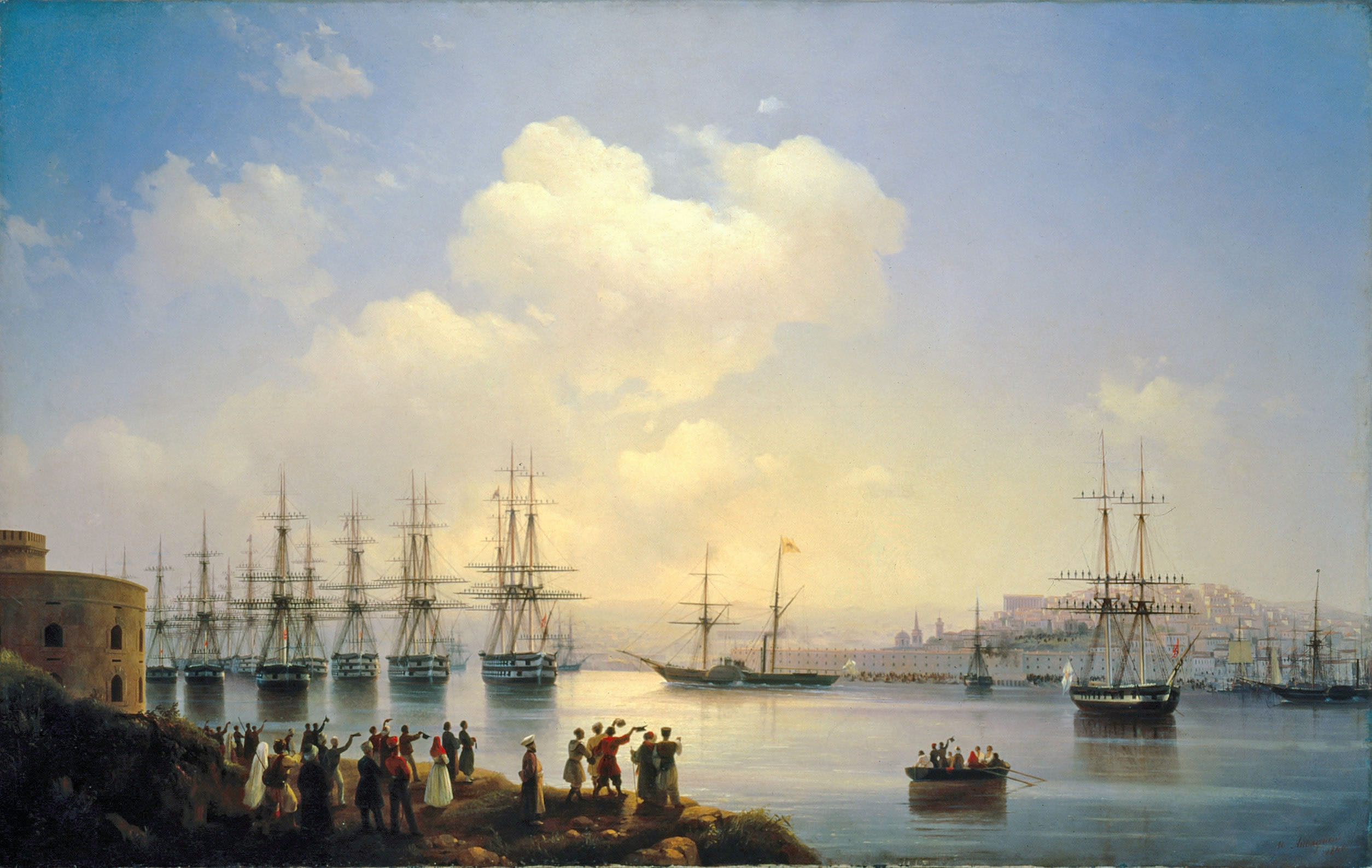
Русская эскадра на Севастопольском рейде. Айвазовский, 1846 год

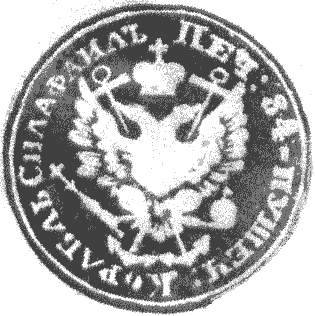
Оттиск печати линейного корабля «Селафаил».

В 1842 и 1843 годах в составе эскадр Черноморского флота принимал участие в практических плаваниях в Чёрном море. В кампанию 1843 года в июне также находился в составе эскадры, перевозившей войска 13-й дивизии из Севастополя в Одессу, а в августе-сентябре — обратно в Севастополь. В 1844, 1845, 1847, 1849 и 1852 годах вновь принимал участие в практических и крейсерских плаваниях эскадр Черноморского флота. В кампанию 1853 года 16 (28) июня и 29 июня (11 июля) принимал участие в учебных сражениях, а во время учебной атаки флота на Севастопольский рейд 12 (24) августа находился составе обороняющейся стороны. В сентябре того же года корабль также принимал участие в перевозке 14-й пехотной дивизии из Одессы в Севастополь. 
Принимал участие в Крымской войне, c 3 (15) ноября 1853 года вместе с кораблем «Уриил» вышел в крейсерство к мысу Херсонес, где корабли выдержали сильный шторм, после которого 11 (23) ноября оба корабля вернулись в Севастополь. 12 (24) ноября в составе эскадры контр-адмирала Ф. М. Новосильского корабли вновь вышли в плавание для усиления эскадры вице-адмирала П. С. Нахимова, однако по пути к Синопу на них открылась течь и оба корабля вынуждены были 14 (26) ноября вернуться в Севастополь. В апреле следующего 1854 года «Селафаил» был поставлен на рейд у Курийной балки. 11 (23) сентября корабль в числе пяти устаревших линейных кораблей и двух фрегатов был затоплен на фарватере у входа на Севастопольский рейд между Константиновской и Александровской батареями с целью заграждения входа неприятельских судов на рейд. После войны при расчистке Севастопольской бухты корпус корабля был взорван.

## Командиры корабля
Командирами линейного корабля «Селафаил» в разное время в звании капитана 1-го ранга служили:
- Э. И. Вергопуло (c 8 (20) ноября 1839 года до 26 ноября (8 декабря) 1847 года)[12][13];
- П. И. Касторф (с 6 (18) декабря 1847 года до 1850 года)[14];
- А. А. Зарин (1851—1854 годы)[15].